# El Chocón
El Chocón (spanisch: Embalse El Chocón) ist die vierte von fünf Talsperren am Río Limay im nordwestlichen Teil von Patagonien (der Comahue-Region) in Argentinien. Der Stausee liegt auf der Grenze der Provinzen Neuquén und Río Negro. Der offizielle Name der Talsperre ist Embalse Ezequiel Ramos Mexía (Ezequiel-Ramos-Mexía-Stausee), aber formlos wird sie auch nach der Siedlung benannt, die in den 1970er Jahren als Camp der Bauarbeiter diente und heute Villa El Chocón heißt. Im Ort leben 957 Einwohner (Stand 2001).
El Chocón ist die größte Wasserkraftanlage in Patagonien. Mit ihr wird der Abfluss im Río Limay bis hin zum Río Negro kontrolliert und gesteuert. Das Wasser wird auch zur Bewässerung genutzt. El Chocón wurde von der staatlichen Gesellschaft Hidronor (Hidroeléctrica Norpatagónica) gebaut, ging 1973 in Betrieb und erreichte seine volle Kapazität 1978. Zwischen 1974 und 1995 wurden durchschnittlich jedes Jahr 2700 Gigawattstunden Strom erzeugt. 1993 wurde es privatisiert und der Hidroeléctrica El Chocón S. A. übertragen.
El Chocón ist ein Teil eines größeren Wasserkraftsystems, zu dem auch der Cerros-Colorados-Komplex am Río Neuquén gehört.

## Staudamm
Der Staudamm ist aus Erdstoff erbaut worden und hat eine Hochwasserentlastung aus Beton. Etwa 13 Millionen m³ Material wurden verbaut. Der Damm ist 2.500 m lang (auch 2.270 m werden genannt). Seine maximale Höhe über dem Flussbett ist 71 m. Andere Höhenangaben aus verschiedenen Quellen sind 65, 74 und 77 m, die möglicherweise für andere Bezugspunkte gelten. 58,4 m werden vom Gebäude der Zentrale gebildet.

## Stausee
Der Stausee Lago Ezequiel Ramos Mexía hat eine maximale Wasseroberfläche von 816 Quadratkilometern, eine mittlere Tiefe von 24,7 m (die größte ist 60 m), und ein maximales Volumen von 20,155 Milliarden Kubikmetern. Der Stausee wird zum Segeln, Sportfischen und anderen Formen der Freizeiterholung genutzt.

## Wasserkraftwerk
Das Wasserkraftwerk hat sechs vertikal gelagerte Francisturbinen, mit einer nominellen Leistung von je 204,5 MW, die sich mit 88 Umdrehungen pro Minute drehen. Das ergibt zusammen 1227 MW; die Gesamtleistung wird aber meist mit 1200 MW angegeben. Die Generatorleistung beträgt 222 MVA für jeden Generator und 180 MVA für die Transformatoren.

## Abfluss
Der Río Limay hat zweimal im Jahr einen hohen Abfluss, im Frühling zur Schneeschmelze in den Anden und im Herbst durch Regen. Sein mittlerer Abfluss ist hier an der Sperrstelle 722 m³/s, das ist etwas weniger als die Elbe an ihrer Mündung hat.